# جوزپه سنت‌آگوستینو
جوزپه سنت‌آگوستینو (به ایتالیایی: Giuseppe Santagostino) (زاده ۱۸ مارس ۱۹۰۱ در میلان، درگذشته ۱ آوریل ۱۹۵۵ در میلان) مهاجم و مربی سابق باشگاه آ.ث. میلان است.
در لیست گلزنان میلان او با مجموع ۱۰۶ گل زده در رده هشتم قرار دارد.

## میلان
| فصل       | لیگ  | لیگ |
| فصل       | بازی | گل  |
| --------- | ---- | --- |
| ۱۹۲۱–۱۹۲۲ | ۱۰   | ۵   |
| ۱۹۲۲–۱۹۲۳ | ۲۱   | ۱۱  |
| ۱۹۲۳–۱۹۲۴ | ۲۱   | ۱۶  |
| ۱۹۲۴–۱۹۲۵ | ۲۱   | ۴   |
| ۱۹۲۵–۱۹۲۶ | ۱۷   | ۶   |
| ۱۹۲۶–۱۹۲۷ | ۲۳   | ۷   |
| ۱۹۲۷–۱۹۲۸ | ۲۷   | ۸   |
| ۱۹۲۸–۱۹۲۹ | ۳۰   | ۲۳  |
| ۱۹۲۹–۱۹۳۰ | ۳۳   | ۱۱  |
| ۱۹۳۰–۱۹۳۱ | ۲۷   | ۱۱  |
| ۱۹۳۱–۱۹۳۲ | ۳    | ۱   |
| مجموع     | ۲۳۳  | ۱۰۳ |